# Антофора двупятнистая
Антофора двупятнистая (лат. Anthophora bimaculata) — вид земляных пчёл рода Anthophora из трибы Anthophorini семейства Apidae.

## Описание
Длина 8—9 мм. Чёрного цвета пчёлы, покрытые желтоватыми волосками. Неспециализированные опылители (полилекты) цветковых растений разных семейств: Asteraceae, Boraginaceae, Campanulaceae, Fabaceae, Hypericaceae, Lamiaceae, Lythraceae, Rosaceae. Строят земляные норки (глубиной до 5 см), в которых перезимовывают на стадии личинки. В год бывает одно поколение (унивольтинный вид), летают с июня по август. Вид Anthophora bimaculata более редкий, чем близкий Anthophora aestivalis, что объясняют сокращением в природе характерных для первого вида мест обитания (песчаные почвы, дюны).

## Распространение
Встречается в Европе, Северной Африке, Иране и Средней Азии (Казахстан, Узбекистан).